# Аерокосмічна техніка

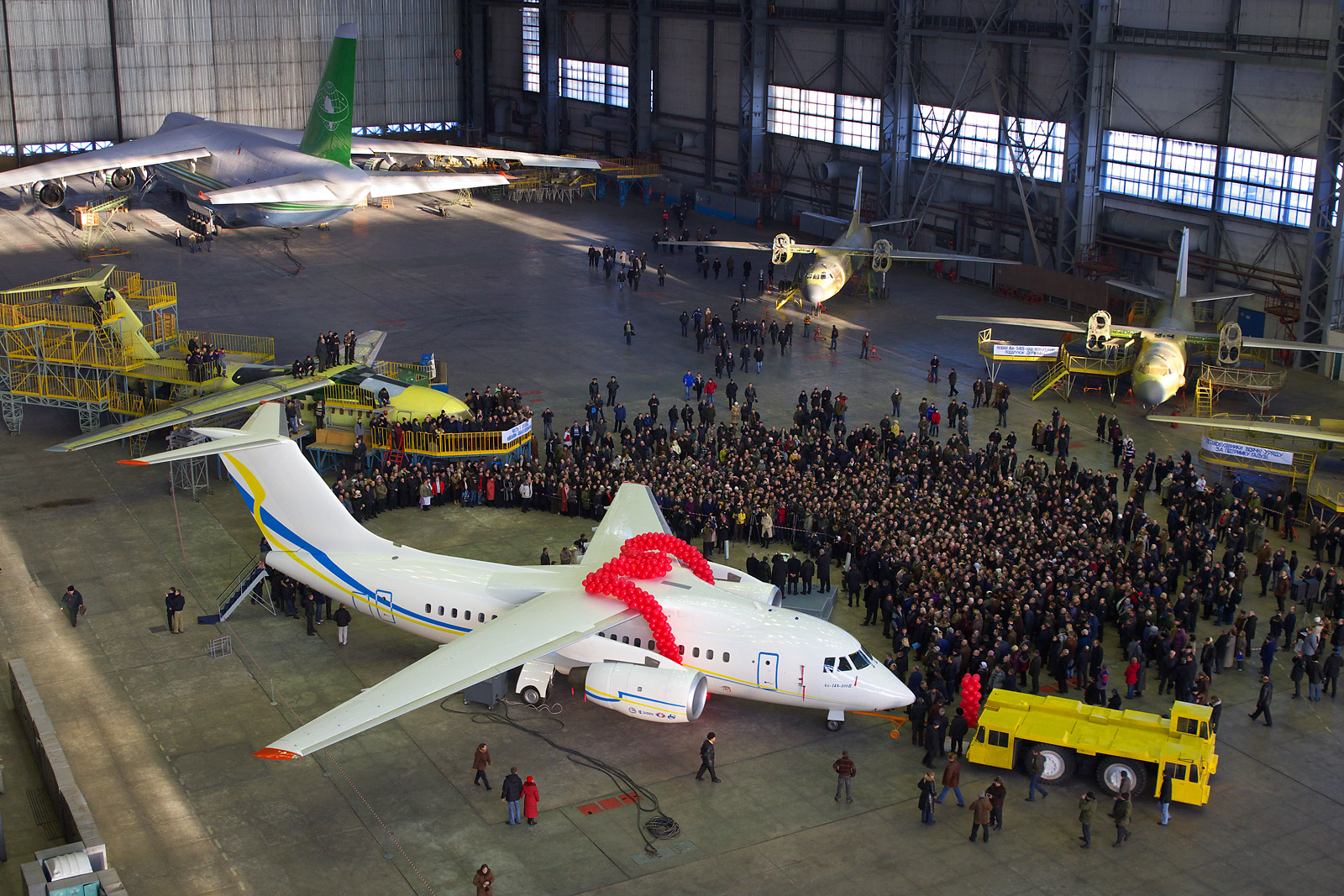
Офіційна церемонія запуску першого українського серійного Ан-148 на заводі Антонова.

Аерокосмічна техніка — основна область інженерії, яка займається створенням і розвитком літальних і космічних апаратів. Вона розділена на дві частини: авіаційна техніка і техніка астронавтики. Авіаційна техніка була початковим терміном, проте, технології польоту, які використовують і в космічному просторі, надали поштовх іншому терміну, ширшому — «аерокосмічний інженерінг», який вживають і сьогодні.Аерокосмічна промисловість, зокрема, філіал космонавтики, часто називають її ракетобудуванням.

## Історія
Зародження аерокосмічної техніки як науки можна спостерігати з кінця XIX - початку XX століть, хоча робота сера Джорджа Кейлі датується останнім десятиліттям XVIII століття до середини XIX століття. Один з найважливіших людей в історії повітроплавання, Кейлі був піонером в галузі авіаційної техніки, зокрема Кейлі вважається першою людиною, що виділила поняття підйомної сили та лобового опору, що впливають на будь-який літальний апарат в атмосфері. Раніше знання про авіаційну техніку багато в чому були емпіричними, деякі поняття та навички були взяті з інших галузей інженерної справи. Вчені зрозуміли деякі ключові елементи аерокосмічної техніки у XVIII столітті. Багато років по тому, після успішних польотів братів Райт, у 1910-ті роки розвиток авіаційної техніки стався внаслідок необхідності розробки військових літаків для Першої світової війни.
Перше визначення авіаційно-космічної техніки виникло у лютому 1958 року. Воно поєднувало атмосферу Землі та космічний простір у єдину сферу і тим самим охопило обидва терміни: літаки (аеро) та космічні апарати (космос).
Літакобудування є однією з найприбутковіших і в той же час найбільш капіталомістких галузей машинобудування. Небагато країн світу, у складі найрозвиненіших країн, мають повний цикл (макротехнології) створення авіаційної техніки — таку промисловість мають 5—6 країн, які мають високі технології.
Виробництво великих пасажирських літаків освоєно кількома державами. Найбільші з них - широкофюзеляжні літаки - випускають компанії Airbus (ЄС) і Boeing (США); літаки, розраховані на меншу кількість пасажирів, виробляються в країнах ЄС (компанії «ATR» та «Saab AB»), у Канаді («Bombardier»), у Бразилії («Embraer»), в Ірані (HESA), Росії (Об'єднана авіабудівна корпорація) та в Україні (на Харківському авіазаводі та «заводі Антонов»).
У 2017 році загальний виторг світової аерокосмічної промисловості склав 838 млрд. доларів США